# アリー・シーディ
"アリー" アレクサンドラ・エリザベス・シーディ（Alexandra Elizabeth "Ally" Sheedy, 1962年6月13日 - ）は、アメリカ合衆国ニューヨーク州出身の女優である。

## 来歴
父親はアイルランド系、母親はユダヤ系。

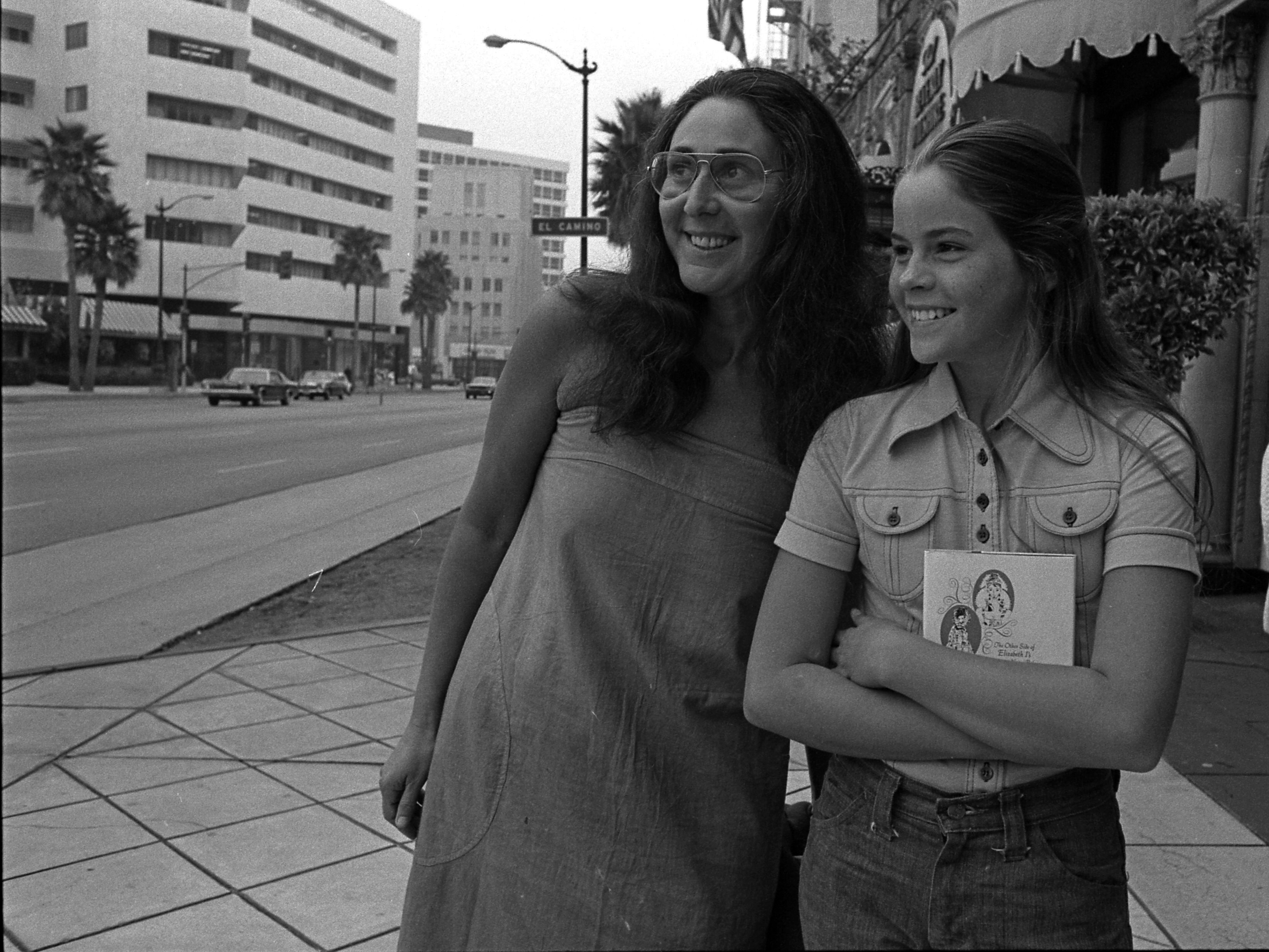
13歳のアレクサンドラ（アリー）・シーディと母親のシャーロット・シーディ（1975年9月16日、ロサンゼルス・タイムズ）

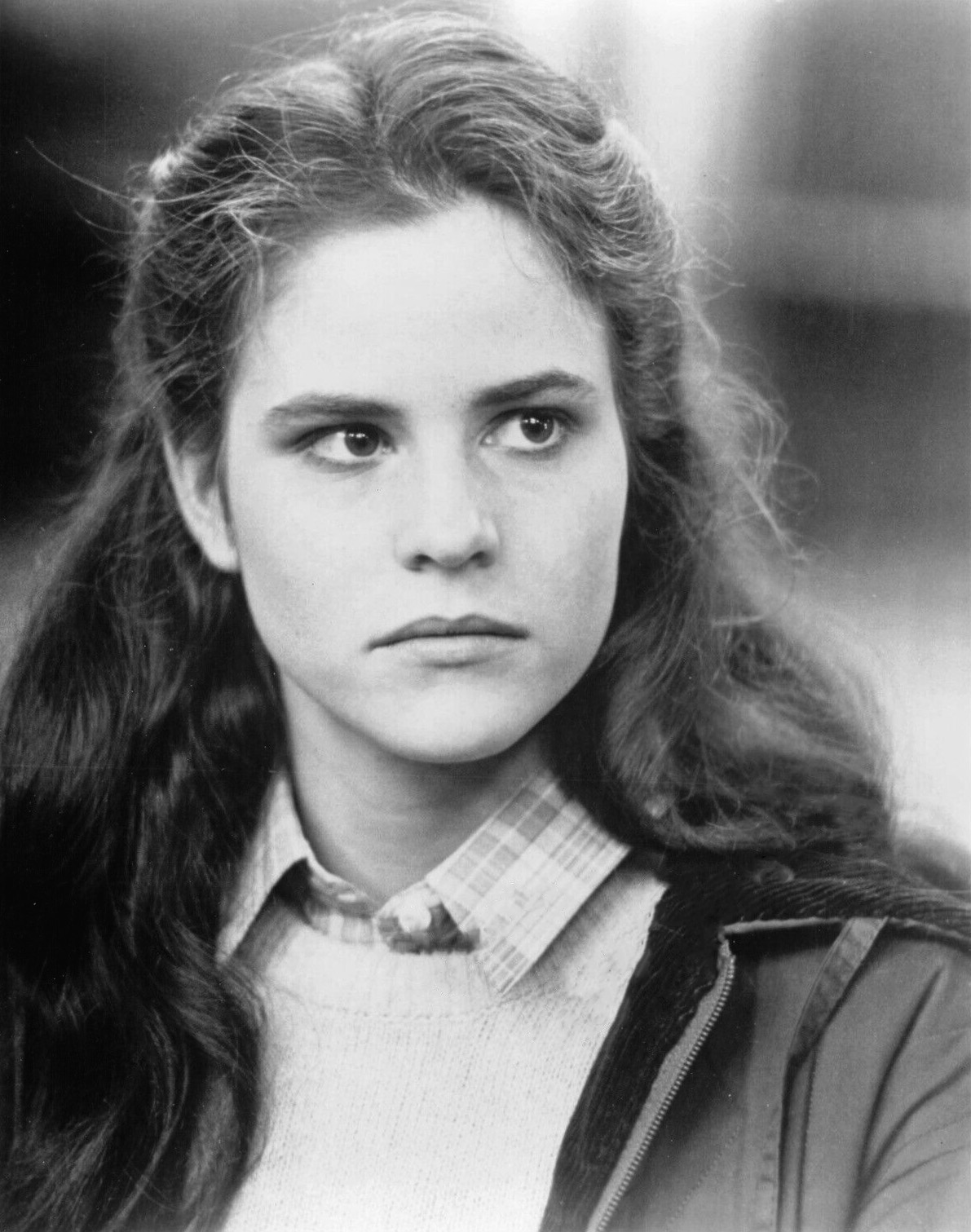
NBCテレビの『Chicago Story』にゲスト出演（1982年3月5日、報道写真）

6歳から14歳まで、アメリカン・バレエ・シアターでバレエを踊っていた。12歳の時に、エリザベス1世と好奇心旺盛なネズミの出会いを描いた童話『She Was Nice to Mice』を出版した。それが縁で雑誌や新聞に寄稿したこともあるが、やがて演技の道を志し、その勉強のためにロサンゼルスに移る。テレビ番組『Mike Douglas Show』でデビューした後、1981年に『バッド・ボーイズ』で映画デビュー。
1985年に青春映画『ブレックファスト・クラブ』に出演し、ブラット・パックの一人と言われた。しかし交際相手のリッチー・サンボラに強要される形でドラッグを始めたことで中毒になり、キャリアは下降線を辿る。1990年代はテレビ出演の方に活動の中心が移ったが、1998年制作のインディペンデント映画『ハイ・アート』では、「これまで演じた中で、最も自分自身に近いキャラクター」と本人が言う写真家ルーシー役を演じ、作品がインディペンデント・スピリット賞を受賞するなど、成功を収めた。
舞台にも立っており、性転換した歌手が主人公のミュージカル『ヘドウィグ・アンド・アングリーインチ』に主演したこともある。
前述のサンボラ、エリック・ストルツやウディ・ハレルソン等との交際歴があるが、1992年に女優アンジェラ・ランズベリーの甥で俳優のデイヴィッド・ランズベリーと結婚。一児がいるが、2008年に離婚した。

## 主な出演作品

### 映画
| 公開年 | 邦題 原題                                                   | 役名                               | 備考                                |
| ------ | ----------------------------------------------------------- | ---------------------------------- | ----------------------------------- |
| 1981   | 草原の輝き Splendor in the Grass                            | ヘイゼル                           | テレビ映画                          |
| 1983   | バッド・ボーイズ Bad Boys                                   | J. C. ワレンスキー                 |                                     |
| 1983   | ウォー・ゲーム WarGames                                     | ジェニファー・マック               |                                     |
| 1984   | オックスフォード・ブルース Oxford Blues                     | ロナ                               |                                     |
| 1985   | ブレックファスト・クラブ The Breakfast Club                 | アリソン・レイノルズ               |                                     |
| 1985   | セント・エルモス・ファイアー St. Elmo's Fire                | レスリー・ハンター                 |                                     |
| 1985   | 燃えてふたたび Twice in a Lifetime                          | ヘレン                             |                                     |
| 1986   | ブルー・シティ/非情の街 Blue City                           | アニー・レイフォード               |                                     |
| 1986   | ショート・サーキット Short Circuit                          | ステファニー・スペック             |                                     |
| 1987   | 星に願いを Maid to Order                                    | ジェシー・モンゴメリー             |                                     |
| 1988   | ショート・サーキット2 がんばれ!ジョニー5 Short Circuit 2    | ステファニー・スペック             | 声のみ、ノンクレジット              |
| 1989   | 思い出のハートブレイク・ホテル Heart of Dixie               | マギー                             |                                     |
| 1990   | 本日はお日柄も良く/ベッツィの結婚 Betsy's Wedding           | コニー・ホッパー                   |                                     |
| 1990   | フィアー/超能力殺人ゲーム Fear                              | Cayce Bridges                      |                                     |
| 1990   | キング・オブ・マフィア/カポネ血の絆 The Lost Capone         | キャスリーン・ハート               | テレビ映画                          |
| 1991   | オンリー・ザ・ロンリー Only the Lonely                      | テレサ                             |                                     |
| 1992   | いちごヒーロー大作戦 Tattle Tale                            | ローラ                             | テレビ映画                          |
| 1992   | ホーム・アローン2 Home Alone 2: Lost in New York            | ニューヨークのチケットエージェント |                                     |
| 1993   | フライング・ピクルス The Pickle                             | モリー・ガール／本人               |                                     |
| 1993   | 未確認生命体 MAX Man`s Best friend                          | ロリ                               |                                     |
| 1994   | ホーンテッド The Haunting of Seacliff Inn                   | スーザン                           | テレビ映画                          |
| 1995   | 官能 One Night Stand                                        | ミッキー                           |                                     |
| 1996   | ハイジャック285 Hijacked: Flight 285                        | デニ・パットン                     |                                     |
| 1997   | ファミリー・レスキュー Country Justice                      | アンジー・ベイカー                 | テレビ映画                          |
| 1997   | 生埋 Buried Alive II                                        | ローラ・リスキン                   | テレビ映画                          |
| 1998   | ハイ・アート High Art                                       | ルーシー                           | 全米映画批評家協会賞主演女優賞 受賞 |
| 1998   | フューリー/怒りのポルターガイスト The Fury Within           | ジョアンナ                         | テレビ映画                          |
| 1999   | うちへ帰ろう The Autumn Heart                               | デボラ                             |                                     |
| 2001   | 暴動刑務所 The Warden                                       | ヘレン・ヒューイット               | テレビ映画                          |
| 2002   | デブラ・ウィンガーを探して Searching for Debra Winger       |                                    | ドキュメンタリー                    |
| 2006   | アメリカン・ソルジャーズ2 The Veteran                       | サラ                               | テレビ映画                          |
| 2007   | デイ・ゼロ Day Zero                                         | レイノルズ博士                     |                                     |
| 2008   | 13歳のハゲ男 Harold                                         | モーリーン                         |                                     |
| 2010   | クリステン・スチュワート ロストガール Welcome to the Rileys | ハリエット                         |                                     |

### テレビシリーズ
| 放映年    | 邦題 原題                                     | 役名                 | 備考                                  |
| --------- | --------------------------------------------- | -------------------- | ------------------------------------- |
| 1982      | セント・エルスウェア St. Elsewhere            | ダイアン             | エピソード Samuels and the Kid        |
| 1983      | ヒル・ストリート・ブルース Hill Street Blues  | クリステン           | 3エピソードに出演                     |
| 1996      | 新アウターリミッツ The Outer Limits           | カーター・ジョーンズ | 1エピソード                           |
| 2001      | OZ/オズ Oz                                    | リサ・ローガン       | エピソード Medium Rare                |
| 2003      | デッド・ゾーン The Dead Zone                  | ケイト・ムーア       | シーズン2、エピソード Playing God     |
| 2007      | CSI:科学捜査班 CSI: Crime Scene Investigation | シャノン・ターナー   | シーズン7、エピソード Leapin' Lizards |
| 2008-2009 | KYLE＜カイル＞XY Kyle XY                      | サラ                 | 4エピソードに出演                     |
| 2009-2010 | サイク/名探偵はサイキック? Psych              | ミスター・ヤン       | 3エピソードに出演                     |